# Cody Longo
Cody Longo (Littleton, 4 marzo 1988 – Austin, 8 febbraio 2023) è stato un attore e cantante statunitense.

## Biografia
Longo ha recitato nei film Fame, Ragazze nel pallone - Lotta finale, Ball Don't Lie e nella serie televisiva Medium. Nel 2009 è apparso in un episodio di Three Rivers. È anche apparso sulla ABC nel telefilm Brothers & Sisters. È apparso su NBC nella soap opera Il tempo della nostra vita nel ruolo di Nicholas Alamain dal 23 agosto 2011 al 22 settembre 2011. Nel 2012, Longo è apparso in For the Love of Money, con James Caan. Ha partecipato come guest star nella seconda stagione del telefilm Make It or Break It - Giovani campionesse nel ruolo di Nicky Russo dal 2010 al 2011 e ha recitato anche nel film Piranha 3D nel 2011. Ha interpretato Eddie Duran nel telefilm Hollywood Heights - Vita da popstar.
Nel 2012 ha firmato un contratto discografico con la Mirrorball Entertainment. Il suo singolo di debutto, Atmosphere, è stato pubblicato il 22 agosto 2012. La canzone ha raggiunto la top 100 della iTunes Pop chart il 22 agosto 2012.
La mattina del 7 giugno 2013, Longo è stato arrestato con l'accusa di guida sotto stato di ebbrezza.
È deceduto all’età di 34 anni nella sua abitazione in Texas.L’autopsia stabilì che la causa della morte fu abuso di alcol.

## Filmografia

### Cinema
- Ragazze nel pallone - Lotta finale (Bring It On: Fight to the Finish), regia di Bille Woodruff (2009)
- Fame - Saranno famosi (Fame), regia di Kevin Tancharoen (2009)
- Piranha 3D, regia di Alexandre Aja (2010)

### Televisione
- Medium – serie TV, episodio 5x06 (2009)
- Make It or Break It - Giovani campionesse (Make It or Break It) – serie TV, 6 episodi (2009)
- Three Rivers – serie TV, episodio 1x04 (2009)
- Brothers & Sisters - Segreti di famiglia (Brothers & Sisters) – serie TV, episodio 4x18 (2010)
- CSI: NY – serie TV, episodi 7x18, 8x02 (2011)
- CSI - Scena del crimine (CSI: Crime Scene Investigation) – serie TV, episodio 11x19 (2011)
- Il tempo della nostra vita (Days of Our Lives) – soap opera, 8 episodi (2011)
- Hollywood Heights - Vita da popstar (Hollywood Heights) – soap opera, 78 episodi (2012)
- Nashville – serie TV, 3 episodi (2016)
- The Catch – serie TV, episodio 1x06 (2016)
- Secrets and Lies – serie TV, 3 episodi (2016)

## Doppiatori italiani
Nelle versioni in italiano delle opere in cui ha recitato, Cody Longo è stato doppiato da:
- Gabriele Lopez in CSI - Scena del crimine
- Fabrizio Bucci in The Catch
- Sacha De Toni in Make It or Break It - Giovani campionesse